# Cierva W.9
Cierva W.9 je bil enomotorni batnognani eksperimentalni helikopter, ki so ga razvijali v Britaniji v 1940ih. W.9 je imel trikraki gibljivi (tilting hub) glavni rotor in t. i. NOTAR konfiguracijo - brez repnega rotorja. Izenačitev momenta so dosegli s curkom zraka na zadnjem desnem delu helikopterja. 
Helikopter je bil uničen v nesreči leta 1946. 

## Specifikacije (W.9)
Podatki iz Flight 
Splošne značilnosti
- Posadka: 2
- Dolžina: 37 ft (11 m)
- Višina: 10 ft (3,0 m)
- Bruto teža: 2.647 lb (1.201 kg)
- Pogon letala: 1 × de Havilland Gipsy Queen 31 6-valjni zračnohlajeni batni motor, 205 hp (153 kW)
- Premer glavnega rotorja:  36 ft 0 in (10,97 m)
- Površina glavnega rotorja: 1.017 sq ft (94,5 m2)

Zmogljivost